# Sypniewo (Mazovie)
Pour les articles homonymes, voir Sypniewo.
Sypniewo (prononciation : [sɨpˈɲevɔ]) est un village polonais de la gmina de Sypniewo dans le powiat de Maków de la voïvodie de Mazovie dans le centre-est de la Pologne.
Le village est le siège administratif (chef-lieu) de la gmina appelée gmina de Sypniewo.
Il se situe à environ 23 kilomètres au nord-est de Maków Mazowiecki (siège du powiat) et à 92 kilomètres au nord de Varsovie (capitale de la Pologne).

## Histoire
De 1975 à 1998, le village appartenait administrativement à la voïvodie d'Ostrołęka.